# Voxtorp, Värnamo kommun
Voxtorp är kyrkby i Voxtorps socken i Värnamo kommun i Jönköpings län belägen sydost om Värnamo vid riksväg 27. 
I byn ligger Voxtorps kyrka.